# SKIPCITY国际数字电影节
SKIPCITY国际数字电影节（日語：SKIPシティ国際Dシネマ映画祭），是在日本東京埼玉縣舉辦的數字電影節，是全球最大的數位電影節（英語：Digital Film Festival）每年一屆。
首屆開辦卽收到全球三百部作品參賽，其中產生10部進入「競賽單元」，設大獎電影一部。